# Scaphyglottis sigmoidea
Scaphyglottis sigmoidea är en orkidéart som först beskrevs av Oakes Ames och Charles Schweinfurth, och fick sitt nu gällande namn av Bryan Roger Adams. Scaphyglottis sigmoidea ingår i släktet Scaphyglottis och familjen orkidéer. Inga underarter finns listade i Catalogue of Life.